# Kronobergsbrigaden
Kronobergsbrigaden (IB 11) var en infanteribrigad inom svenska armén som verkade i olika former åren 1949–1993. Förbandsledningen var förlagd i Växjö garnison i Växjö.

## Historik
Genom försvarsbeslutet 1948 beslutades att arméns fältregementen skulle omorganiseras, och från 1949 års krigsorganisation anta en brigadorganisation. Kronobergsbrigaden sattes upp åren 1949–1951 vid Kronobergs regemente (I 11) genom att fältregementet Kronobergs regemente (I 11) omorganiserades till brigad.
År 1988 hade överbefälhavaren Bengt Gustafsson, på uppdrag av Regeringen Carlsson I, tillsatt en utredning om arméns utveckling, vilket mynnade ut i Försvarsutredning 88. I utredningen och regeringens proposition ställdes grundutbildningen vid Kronobergs regemente (I 11/Fo 16), det vill säga bemanningen av Kronobergsbrigaden och dess systerbrigad Blekingebrigaden (IB 11), mot utbildningen av brigaderna vid Norra Smålands regemente (I 12/Fo 17). Då regeringen ansåg att Norra Smålands regemente hade goda samövnings- och samträningsmöjligheterna inom Eksjö garnison, föreslogs en avveckling av Kronobergs regemente (I 11/Fo 16/18) som utgjorde en solitär i Växjö. Kvar i Växjö skulle en försvarsområdesmyndighet organiseras.
Riksdagen antog i december 1989 regeringens proposition om att arméns nya grund- och krigsorganisation från den 1 juli 1992, vilken bland annat skulle bestå av 18 brigader (en minskning med 11 brigader).
Kronobergsbrigaden avvecklades och upplöstes dock den 30 juni 1993. I samband med att brigaden upplöstes och avvecklades, kom en brigadskyttebataljon vid Kronobergsbrigaden att överföras till Kalmarbrigaden (IB 42), för att där utgöra den fjärde brigadskyttebataljonen.

## Verksamhet
I samband med försvarsbeslutet 1968 kom brigaden på sikt att bli Kronobergs regementes så kallade anfallsbrigad, då ekonomin inom Försvarsmakten ej tillät modernisering av samtliga brigader. Under brigadens aktiva tid kom den att organiseras efter förbandstyperna IB 49, IB 59 IB 66 och IB 77. Brigadspaningskompaniet samt de tre brigadskyttebataljonerna utbildades vid Kronobergs regemente, medan övriga enheter utbildades vid respektive truppslag.

### Bataljoner
- Brigadledning
- 1x brigadspaningskompani
- 1x brigadpansarvärnskompani
- 1x bandpansarvärnskompani
- 1x brigadluftvärnskompani
- 3x brigadskyttebataljon
- 1x brigadhaubitsbataljon
- 1x brigadunderhållsbataljon
- 1x brigadingenjörsbataljon

## Förbandschefer
- 1949–1964: ???
- 1964–1967: Lennart Löfgrén
- 1967–1993: ???

## Namn, beteckning och förläggningsort
| Kronobergsbrigaden | 1949-10-01 | – | 1993-06-30 |

| IB 11 | 1949-10-01 | – | 1993-06-30 |

| Växjö garnison (F) | 1949-10-01 | – | 1993-06-30 |